# Úrvalsdeild (pallavolo femminile)
L'Úrvalsdeild è la massima serie del campionato islandese di pallavolo femminile: al torneo partecipano sette squadre di club islandesi e la squadra vincitrice si fregia del titolo di campione di Islanda.

## Albo d'oro
| Anno                                                   | Podio                                                                       | Podio                                                                       | Podio                                                                       |
| Campione                                               | Seconda                                                                     | Terza                                                                       |                                                                             |
| ------------------------------------------------------ | --------------------------------------------------------------------------- | --------------------------------------------------------------------------- | --------------------------------------------------------------------------- |
| Dal 1973 al 2013 la competizione è denominata 1. deild |                                                                             |                                                                             |                                                                             |
| 1973-74 Dettagli                                       | UMF Biskupstungna                                                           | -                                                                           | -                                                                           |
| 1974-75 Dettagli                                       | Vikingur Reykjavík                                                          | -                                                                           | -                                                                           |
| 1975-76 Dettagli                                       | Vikingur Reykjavík                                                          | -                                                                           | -                                                                           |
| 1976-77 Dettagli                                       | ÍMA                                                                         | -                                                                           | -                                                                           |
| 1977-78 Dettagli                                       | Völsungur                                                                   | -                                                                           | -                                                                           |
| 1978-79 Dettagli                                       | Völsungur                                                                   | -                                                                           | -                                                                           |
| 1979-80 Dettagli                                       | Vikingur Reykjavík                                                          | -                                                                           | -                                                                           |
| 1980-81 Dettagli                                       | Vikingur Reykjavík                                                          | -                                                                           | -                                                                           |
| 1981-82 Dettagli                                       | Íþróttafélag Stúdenta                                                       | -                                                                           | -                                                                           |
| 1982-83 Dettagli                                       | Þróttur                                                                     | -                                                                           | -                                                                           |
| 1983-84 Dettagli                                       | Völsungur                                                                   | -                                                                           | -                                                                           |
| 1984-85 Dettagli                                       | Íþróttafélag Stúdenta                                                       | -                                                                           | -                                                                           |
| 1985-86 Dettagli                                       | Íþróttafélag Stúdenta                                                       | -                                                                           | -                                                                           |
| 1986-87 Dettagli                                       | Vikingur Reykjavík                                                          | -                                                                           | -                                                                           |
| 1987-88 Dettagli                                       | Breiðablik UBK                                                              | -                                                                           | -                                                                           |
| 1988-89 Dettagli                                       | Vikingur Reykjavík                                                          | -                                                                           | -                                                                           |
| 1989-90 Dettagli                                       | Íþróttafélag Stúdenta                                                       | -                                                                           | -                                                                           |
| 1990-91 Dettagli                                       | Vikingur Reykjavík                                                          | -                                                                           | -                                                                           |
| 1991-92 Dettagli                                       | Íþróttafélag Stúdenta                                                       | -                                                                           | -                                                                           |
| 1992-93 Dettagli                                       | Vikingur Reykjavík                                                          | -                                                                           | -                                                                           |
| 1993-94 Dettagli                                       | Íþróttafélag Stúdenta                                                       | -                                                                           | -                                                                           |
| 1994-95 Dettagli                                       | HK Kópavogur                                                                | -                                                                           | -                                                                           |
| 1995-96 Dettagli                                       | Þróttur Neskaupstað                                                         | -                                                                           | -                                                                           |
| 1996-97 Dettagli                                       | Íþróttafélag Stúdenta                                                       | -                                                                           | -                                                                           |
| 1997-98 Dettagli                                       | Vikingur Reykjavík                                                          | -                                                                           | -                                                                           |
| 1998-99 Dettagli                                       | Íþróttafélag Stúdenta                                                       | -                                                                           | -                                                                           |
| 1999-00 Dettagli                                       | Þróttur Neskaupstað                                                         | -                                                                           | -                                                                           |
| 2000-01 Dettagli                                       | Þróttur Neskaupstað                                                         | -                                                                           | -                                                                           |
| 2001-02 Dettagli                                       | Þróttur Neskaupstað                                                         | -                                                                           | -                                                                           |
| 2002-03 Dettagli                                       | Þróttur Neskaupstað                                                         | -                                                                           | -                                                                           |
| 2003-04 Dettagli                                       | Þróttur                                                                     | -                                                                           | -                                                                           |
| 2004-05 Dettagli                                       | Þróttur                                                                     | -                                                                           | -                                                                           |
| 2005-06 Dettagli                                       | Þróttur                                                                     | -                                                                           | -                                                                           |
| 2006-07 Dettagli                                       | Þróttur                                                                     | -                                                                           | -                                                                           |
| 2007-08 Dettagli                                       | Þróttur Neskaupstað                                                         | -                                                                           | -                                                                           |
| 2008-09 Dettagli                                       | HK Kópavogur                                                                | -                                                                           | -                                                                           |
| 2009-10 Dettagli                                       | HK Kópavogur                                                                | -                                                                           | -                                                                           |
| 2010-11 Dettagli                                       | Þróttur Neskaupstað                                                         | -                                                                           | -                                                                           |
| 2011-12 Dettagli                                       | Afturelding                                                                 | -                                                                           | -                                                                           |
| 2012-13 Dettagli                                       | Þróttur Neskaupstað                                                         | -                                                                           | -                                                                           |
| Dal 2013 la competizione è denominata Úrvalsdeild      |                                                                             |                                                                             |                                                                             |
| 2013-14 Dettagli                                       | Afturelding                                                                 | -                                                                           | -                                                                           |
| 2014-15 Dettagli                                       | HK Kópavogur                                                                | -                                                                           | -                                                                           |
| 2015-16 Dettagli                                       | Afturelding                                                                 | HK Kópavogur                                                                | -                                                                           |
| 2016-17 Dettagli                                       | HK Kópavogur                                                                | Afturelding                                                                 | -                                                                           |
| 2017-18 Dettagli                                       | Þróttur Neskaupstað                                                         | Afturelding                                                                 | -                                                                           |
| 2018-19 Dettagli                                       | KA Akureyri                                                                 | HK Kópavogur                                                                | -                                                                           |
| 2019-20 Dettagli                                       | Non assegnato a causa del diffondersi della pandemia di COVID-19 in Islanda | Non assegnato a causa del diffondersi della pandemia di COVID-19 in Islanda | Non assegnato a causa del diffondersi della pandemia di COVID-19 in Islanda |
| 2020-21 Dettagli                                       | Afturelding                                                                 | HK Kópavogur                                                                | -                                                                           |
| 2021-22 Dettagli                                       | KA Akureyri                                                                 | Afturelding                                                                 | -                                                                           |
| 2022-23 Dettagli                                       | KA Akureyri                                                                 | Afturelding                                                                 | -                                                                           |

## Palmarès
| Squadra               | Titolo | Stagione                                                                        |
| --------------------- | ------ | ------------------------------------------------------------------------------- |
| Vikingur Reykjavík    | 9      | 1974-75, 1975-76, 1979-80, 1980-81, 1986-87, 1988-89, 1990-91, 1992-93, 1997-98 |
| Þróttur Neskaupstað   | 9      | 1995-96, 1999-00, 2000-01, 2001-02, 2002-03, 2007-08, 2010-11, 2012-13, 2017-18 |
| Íþróttafélag Stúdenta | 8      | 1981-82, 1984-85, 1985-86, 1989-90, 1991-92, 1993-94, 1996-97, 1998-99          |
| Þróttur               | 5      | 1982-83, 2003-04, 2004-05, 2005-06, 2006-07                                     |
| HK Kópavogur          | 5      | 1994-95, 2008-09, 2009-10, 2014-15, 2016-17                                     |
| Afturelding           | 4      | 2011-12, 2013-14, 2015-16, 2020-21                                              |
| Völsungur             | 3      | 1977-78, 1978-79, 1983-84                                                       |
| KA Akureyri           | 3      | 2018-19, 2021-22, 2022-23                                                       |
| UMF Biskupstungna     | 1      | 1973-74                                                                         |
| ÍMA                   | 1      | 1976-77                                                                         |
| Breiðablik UBK        | 1      | 1987-88                                                                         |